# Selim I
Selim I (Amasya, 10 d'octubre de 1465 - Çorlu, 21 de setembre de 1520) va ser soldà de l'Imperi Otomà de 1512 a 1520. Selim va liderar l'Imperi a la conquesta de l'Orient Mitjà en el que representava un canvi important en la política expansionista otomana, que fins aleshores s'havia centrar en Occident. Al final del seu regnat de tan sols vuit anys, l'Imperi Otomà havia crescut de 2,5 a 6,5 milions de quilòmetres quadrats d'extensió. Fou considerat molt estricte amb els seus subordinats, i va executar molts dels seus visirs. Hi ha la brama d'un visir seu que li va demanar que l'avisés amb temps quan es disposés a executar-lo perquè pogués deixar tots els seus afers en ordre, i al que Selim va contestar que si bé feia temps que havia estat pensant a executar-lo, encara no havia pogut trobar un substitut adequat.

## Accés al tron

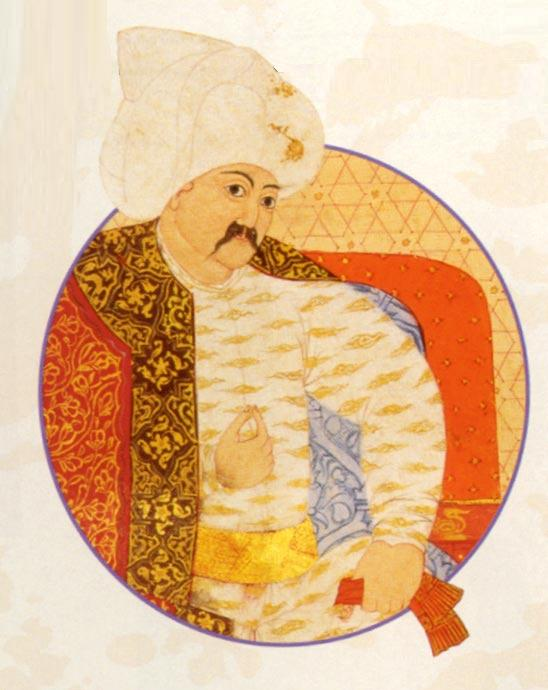
Miniatura de Selim I

Segons el costum a la mort d'un sultà el primer dels prínceps que arribava a la capital era el que generalment el succeïa. Tres fills de Baiazet II aspiraven a la successió: Korkud, Ahmed (Ahmet) i Selim. El primer però era un intel·lectual i encara que germà gran no era considerat apte pel tron; Ahmed era just i generós i era el més popular i tenia el suport del gran visir i altres alts càrrecs i dels ulemes. Selim era més jove (nascut el 1465 o 1470 segons algunes fonts) i era fill de Baiazet i de la princesa dhulkàrida Àixa, filla de l'emir Ala al-Dawla Bozkurt. El 1507 Ismail I de Pèrsia va atacar el principat de Dhu l-Kadr (vassall otomà) el que fou considerat una violació de la sobirania otomana. Baiazet va evitar l'enfrontament però Selim va muntar pel seu compte un atac a Pèrsia cap a Bayburd i Erzindjan; això es va considerar una insubordinació i va refredar les relacions entre el sultà i el seu fill.
Selim va persistir en la seva actitud i es va presentar com el campió de la lluita contra els enemics i els infidels, en oposició a la inactivitat del seu pare. No només va atacar Pèrsia sinó també Geòrgia i la seva activitat com a ghazi li va valer el suport dels geníssers, sipahis i akindjis (timariotes de Rumèlia). L'agost de 1509 va aconseguir el govern de Feodòssia pel seu fill Suleyman. Baiazet va rebre aquesta notícia quan estava malalt i es disposava a abdicar en favor d'Ahmed. Sabut això, Selim va sortir de Trebisonda i va anar a Kaffa i Korkud pel seu costat va anar de Tekeoğulları a Manisa i va començar la rivalitat per la successió (aleshores Ahmed era governador d'Amasya mentre Korkud era governador d'Antalya i Selim de Trebisonda, per tant el que estava més lluny d'Istanbul). Des de Kaffa, Selim va demanar el govern d'un sandjak al Danubi (oficialment per lluitar contra els cristians), que li fou refusat; llavors, amb tres mil homes, va creuar el Danubi i va arribar a Adrianòpolis (Edirne) el març del 1511. El gran visir Khadim Ali Paixà (Hadim Alí Paixà) el va fer declarar rebel pel sultà Baiazet que va enviar un exèrcit a la zona. Un delegat xiïta del xa safàvida Ismail a Anatòlia (a Teke) es va revoltar aprofitant la situació i amb els fanàtics kizilbaixis va derrotar les forces imperials enviades a combatre la revolta. En aquestes condicions Baiazet va cedir i va concedir a Selim el govern de Smederevo i va garantir que la successió no es faria abans de la seva mort, i que després quedava en mans de Déu. Ahmed es va adonar que el seu germà esdevindria més poderós i podria agafar el poder i va amagar amb revoltar-se.
Selim, mentre, reunia les tropes de Rumèlia a Eski-Zagra quan va saber que Baiazet, d'acord amb el gran visir, planejava posar al tron a Istanbul a Ahmed. Però el gran visir va haver d'anar a combatre a Shah Kulu, que amenaçava Bursa (maig de 1511), i quan aquest fou derrotat, es va ajuntar amb Ahmed per anar a Istanbul a proclamar sultà al príncep. Assabentat Selim va ocupar Edirne (juny) i va actuar com a sultà. Això era una revolta oberta i Baiazet va anar amb un gran exèrcit a combatre el seu fill. La batalla de Çorlu, prop de'Edirne, el 3 d'agost de 1511 va suposar una derrota per Selim que va haver de fugir a Kaffa amb el seu fill Suleyman. Mentre Khadim Ali Paixà i el rebel Shah Kulu morien tots dos en un combat a Anatòlia central (juliol), i així Ahmed va perdre el seu suport més important. El nou gran visir Hersekli Ahmed Paşa va refusar investir a Ahmed com a sultà a Istanbul (setembre) però el sultà va cridar a Ahmed a Istanbul amb les seves forces, per combatre units a Selim (21 de setembre de 1511). Llavors els geníssers es van revoltar a favor de Selim i el sultà va haver d'ordenar a Ahmed de retornar a Tekeoğulları. Ahmed tot seguit es va revoltar i es va apoderar de Karaman aconseguint el suport de les tribus de turcmans hostils als otomans. Altres turcmans favorables a Ismail Xah de Pèrsia, es va organitzar sota Nur Ali, enviat del xa el març del 1512 i es van revoltar a Tokat. Llavors Baiazet va convidar a Selim a Istanbul (març de 1512). Abans d'arribar, Korkud es va presentar a la capital (inicis de l'abril de 1512) on esperava el suport dels geníssers per ser proclamat sultà, però no va rebre prou suport i quan va arribar Selim se li va sotmetre com van fer tothom (19 d'abril de 1512). El sultà Baiazet II no volia abdicar però Selim tenia un caràcter dur i molt de temperament i va destronar al seu pare el 24 d'abril de 1512, i el va enviar a Dimetoka; el vell sultà va morir pel camí (10 de juny de 1512) al llogaret d'Abalar prop d'Hafsa, en circumstàncies que alguns consideren sospitoses i suggereixen que Selim en va ordenar l'execució, però la major part de les font no ho creuen i les fonts venecianes no donen cap dada que ho deixi suposar.
Ahmed el va reconèixer a canvi del govern d'Anatòlia però ja abans que li fos concedit va nomenar governadors a diversos llocs; va fer aliança amb els rebels de Tokat i Sivas i de les muntanyes del Taure. Selim va marxar a Anatòlia, va expulsar de Bursa a Ala al-Din (fill d'Ahmed) el 25 de juliol de 1512 i va avançar cap a Ankara on va derrotar a Ahmed i als seus fills que van fugir a Pèrsia. Com havia fet anteriorment el seu avi Mehmet II, va fer executar als cinc fills dels seus germans morts (d'entre 7 i 21 anys) que s'havien refugiat a Bursa. Després va sorprendre al seu germà Korkud a Manisa i el va executar. Mentre Ahmed havia retornat a Amasya i l'hivern del 1512 al 1513 va enfrontar a les forces de Selim a la vora de Yenishehir (15 d'abril de 1513); Ahmed fou derrotat i va caure presoner sent igualment executat com el seu germà Korkud, junt amb el seu fill Othman; un altre fill, Murat, restava a Pèrsia i es va preparar per reclamar la successió.

## Campanya contra els perses

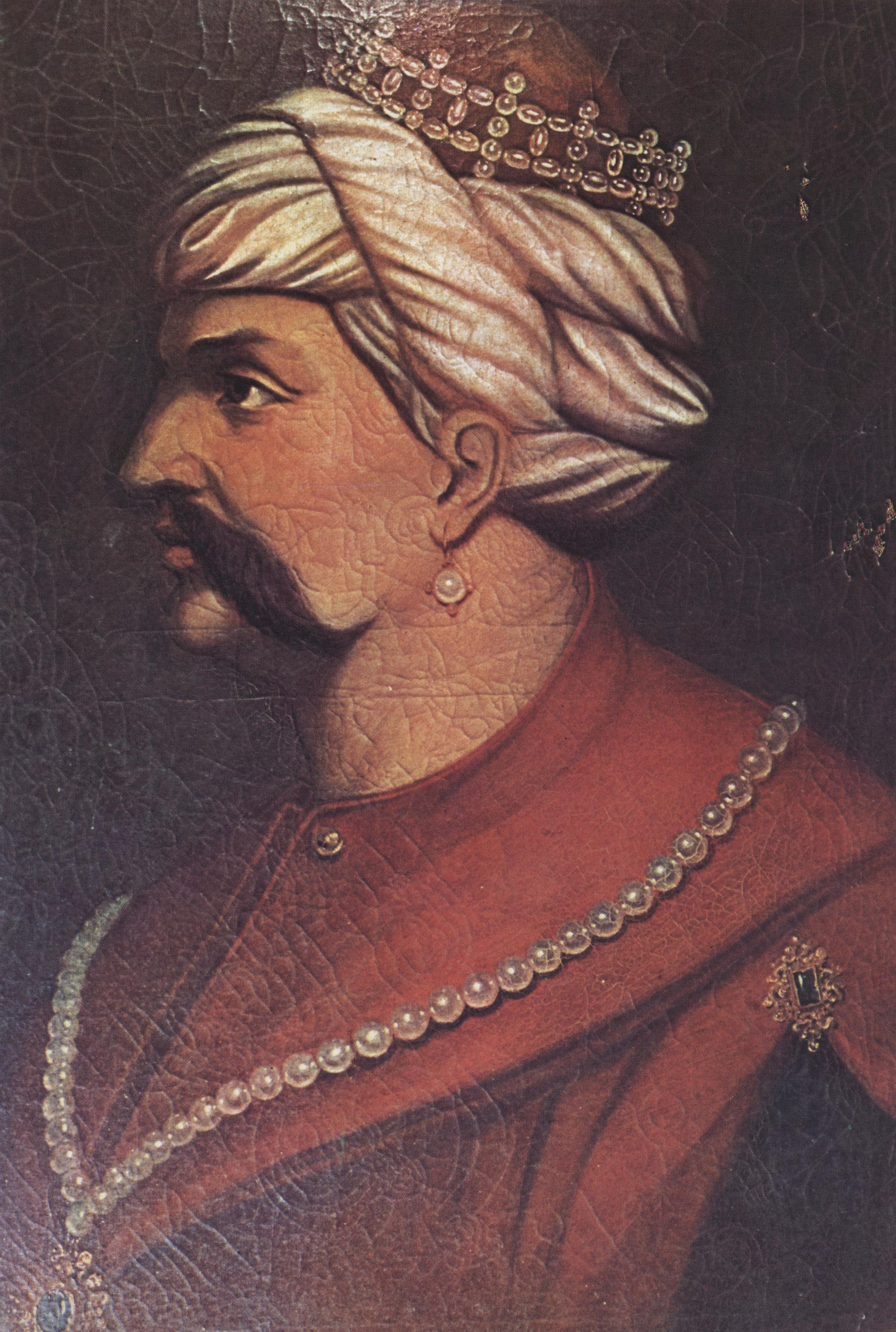
Selim I

Després va combatre els kizilbaixis a les províncies orientals d'Anatòlia. Els kizilbaixis sospitosos foren executats i es diu que en van morir fins a 40.000. El 1514 va ordenar un embargament del comerç de seda de Pèrsia a Turquia i Europa (i més tard cap a Egipte); la persona trobada en possessió de seda de Pèrsia veuria la seva mercaderia confiscada. Selim va avançar cap a Pèrsia, i tot i l'oposició d'alguns geníssers encapçalats per Hemdem Pasha (governador d'Erzindjan que fou executat) no es va voler aturar. Ismail Shah va sortir de Tabriz per enfrontar a Selim. La batalla va tenir lloc a Çaldiran el 23 d'agost de 1514. La victòria a la batalla de Çaldiran, després d'un inici favorables als perses, fou per Selim. Ismail fou ferit de bala i va fugir pels pels; els perses no tenien armes de foc i els turcs tenien mosquets, avantatge que fou decisiva. Selim volia romandre a la Regió del Karabakh l'hivern i seguir la campanya l'any següent però els geníssers murmuraven i finalment va retornar a Istanbul a passar l'hivern i va tornar a la primavera següent. El 1515 els territoris perses entre Erzinjan i el Diyarbakır i l'Iraq del nord foren ocupats; la fortalesa clau de Kemakh fou ocupada el 19 de maig de 1515. Els emirs kurds es van sotmetre generalment als otomans (Soran, Imadiyye, Bukhti...). També els prínceps ak koyunlu expulsats pels perses van donar suport als turcs. La ciutat de Diyarbakr es va revoltar a favor de Selim al que van demanar ajut, però aquest no hi va poder anar fins després d'una campanya a Dhu l-Kadr (estiu); el seu general Biyikli Mehmet Pasha va entrar a la ciutat a la meitat de setembre de 1515. El 5 de setembre de 1515 Selim entrava a Tabriz que va abandonar al cap de 9 dies amb un miler de presoners (notables i artesans destacats). Biyikli Mehmed Pasha mentre fracassava en el setge de Mardin i els perses van poder retornar i van assetjar Diyarbakr, però finalment Biyikli, reforçat per l'exèrcit d'Anatòlia, va aconseguir una victòria decisiva a Kargin-Dede que va assegurar el control de Diyarbakr. Les fortaleses de Ergani, Sindjar, Çernik i Birecik es van rendir. Selim va passar l'hivern a Amasya, i va annexionar Bayburd, Erzindjan, Karahisar i Canik. El 1516 es van rendir les fortaleses de Mardin, Hisn Kayfa, al-Ruha, Rakka, i Mossul. El 1518 es va prohibir la venda de seda en territori otomà. Això privava a Pèrsia d'una font important d'ingressos.

## Revolta cairota
Durant la guerra entre Selim i Ismail, el sultà mameluc d'Egipte, Qànsawh al-Ghawrí, tot i que neutral, es va alarmar i va concentrar tropes a Alep i va ordenar a l'emir de Dhu l-Kadr, Ala al-Dawla Bozkurt, que s'havia oposat a aquesta conflicte i ara obeïa a Egipte, d'interceptar els enviaments de subministraments otomans. Ala al-Dawla va saquejar els magatzems otomans matant als guardians. Després de Çaldiran, Selim va enviar (hivern del 1514-1515) contra l'emir una força dirigida per Khadim Sinan Pasha i per Ali Beg Dhul-Kadr, aquest darrer fill de Shah Suvar (antic emir del 1468 al 1472), que estava al servei dels otomans i governava un sandjak. El juny de 1515 Ala al-Dawla Bozkurt fou derrotat i mort prop de Marash per tropes otomanes (12 de juny de 1515) i el seu cap fou enviat al sultà (que la va reenviar al sultà mameluc Kansuh al-Ghawri). Ali Beg Dhul-Kadr fou nomenat com a nou emir però la influència otomana fou completa.
Després de Çaldiran els mamelucs egipcis van fer aliança amb els safàvides per enfrontar el poder creixent otomà. L'enderrocament d'Ala al-Dawla de Dhu l-Kadr, considerat vassall mameluc, feia inevitable l'enfrontament. Selim va atreure al seu costat a diversos caps àrabs amb l'argument que els mamelucs eren circassians i, per tant, estrangers; diverses ciutats de Síria, que depenien comercialment de l'Imperi Otomà, van oferir en secret la seva submissió (Khayrbay d'Alep i Djanberdi Ghazi de Damasc, seguits després per altres). La guerra va esclatar el 1516 i a final de juliol Selim entrava a Malatya, ja en territori sota influència mameluca. La batalla de la plana de Mardj Dabik a 40 km al nord d'Alep el 24 d'agost de 1516, amb victòria de Selim, va segellar la sort de Síria. El sultà Kansuh va morir i Khayrbay va obrir les portes d'Alep i fou després un fidel servidor dels otomans (va morir el 1522 quan era governador d'Egipte). Selim va entrar a Alep on va estar 18 dies i després va avançar cap a Damasc on va arribar el 28 de setembre de 1516; la ciutat li va obrir les portes igualment i va passar l'hivern allí.
Els caps àrabs i Khayrbay pressionaven per una campanya contra Egipte on Tuman Bay II havia pujat al tron. El 21 de desembre de 1516 els otomans van obtenir una primera victòria sobre Tuman Bay prop de Gaza. Diversos caps beduïns es van sotmetre llavors a Selim. Els mamelucs van preparar les defenses a Raydaniyya que fou atacada de front el 22 de gener de 1517, però aquest atac de Selim era de distracció i les forces turques en realitat van rodejar les fortificacions de Tuman Bay i va sorprendre els seus enemics. El 26 de gener de 1517 Selim entrava al Caire. Tumambay va mantenir la resistència als carrers de la capital, controlant l'altra part del riu. Selim va ser reconegut pels cairotes el 15 de febrer de 1517 i finalment va ordenar travessar el riu i va derrotar a Tuman Bay al que va fer presoner i va fer executar (15 d'abril de 1517). Es diu que a la lluita van morir (o fren executats) entre 50.000 i 60.000 circassians. Els xerifs de la Meca i del Iemen i altres caps àrabs van fer submissió a Selim. Khayrbay fou nomenat governador d'Egipte i va fer una notable tasca de reconciliació. El darrer califa abbàssida i altres enemics potencials dels otomans (uns 800) foren enviats a Istanbul. Selim va adoptar el 1516 el títol de Khadim al-Haramayn al-Sharifayn. Va circular el rumor que el darrer califa li havia transmès els seus drets però cap font segura ho confirma. La primera vegada que apareix el títol és el 1526 (sota el seu successor) i no és pròpiament califa sinó "hereu del califa suprem" (warith al-khilafa al-kubra). El 1517 Selim va renovar les capitulacions de Venècia amb el sultanat mameluc i el tribut venecià per Xipre que es pagava als mamelucs fou transferit al sultà
Selim va sortir de la capital egípcia el 13 de setembre de 1517 i va anar a Síria. Djanberdi fou nomenat governador de Síria (al-Xam) el 16 de febrer de 1518; Nasir al-Din Muhammad ibn al-Hanash, que ja controlava el Líban per compte de Selim des del 1516, va rebre un sandjak i diverses iktes (feus), però els governadors otomans no el veien amb simpatia.

## Revoltes dels kizilbaixis
La primavera del 1519 els kizilbaixis es van revoltar a Amasya, manats per un dervix de nom Jelal que es titulava Shah Weli i Mahdi. La revolta, d'inspiració safàvida, fou reprimida (abril). Es van iniciar preparatius per una conquesta de Rodes i Quios el 1519, però la mort de Selim I a Çorlu el 21 de setembre de 1521 (quan anava d'Istanbul a Edirne) ho van aturar tot. El seu únic fill Solimà I (conegut com a Solimà el Magnífic) el va succeir.

## Galeria

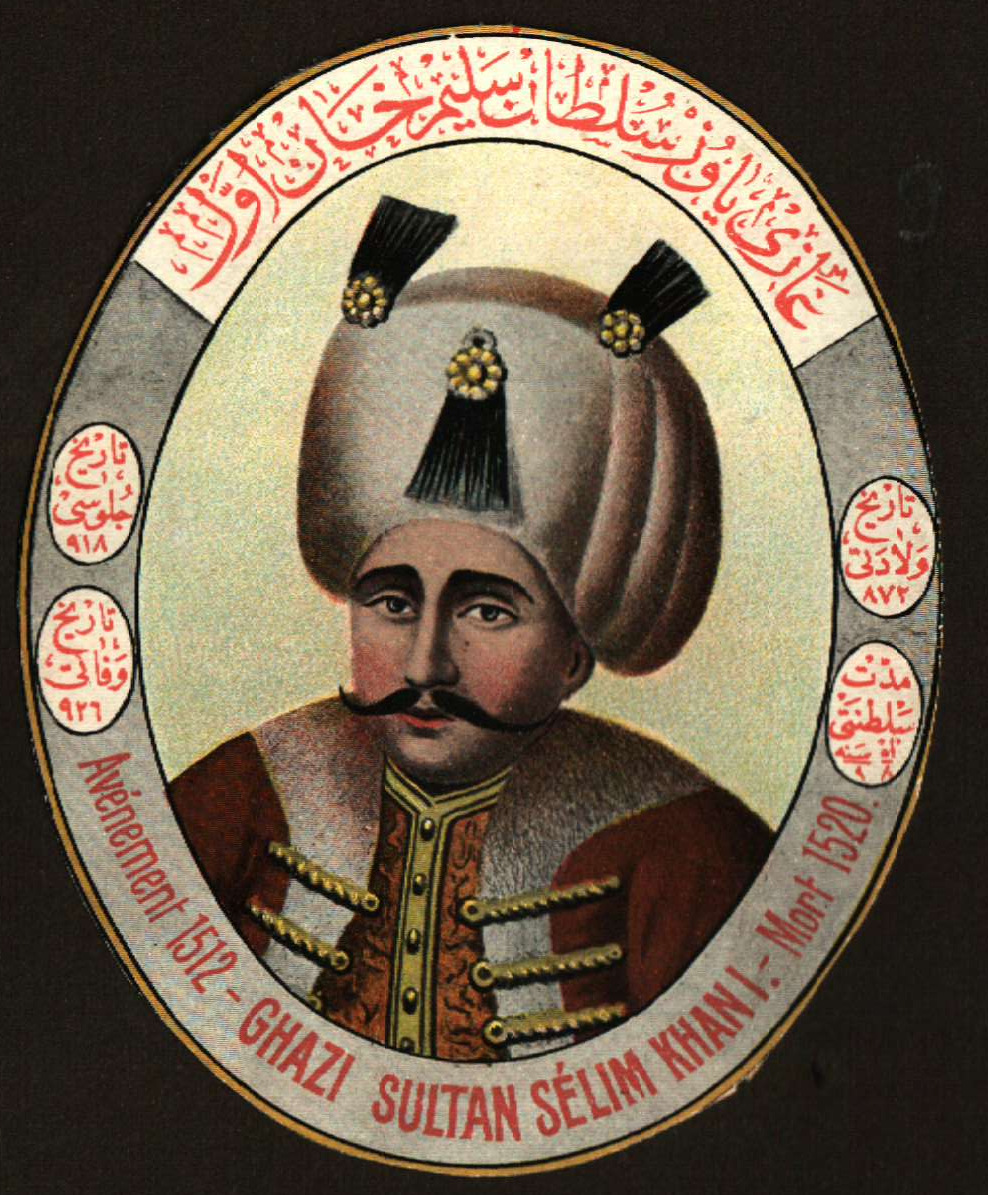
Selim I
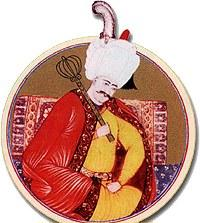
Selim I amb una maça
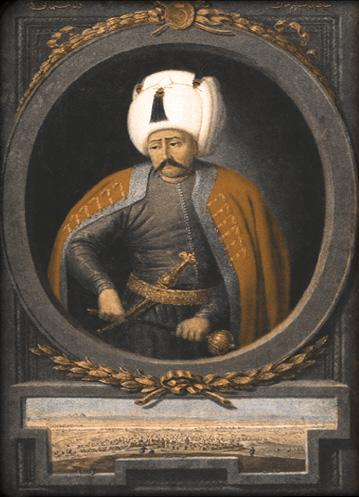
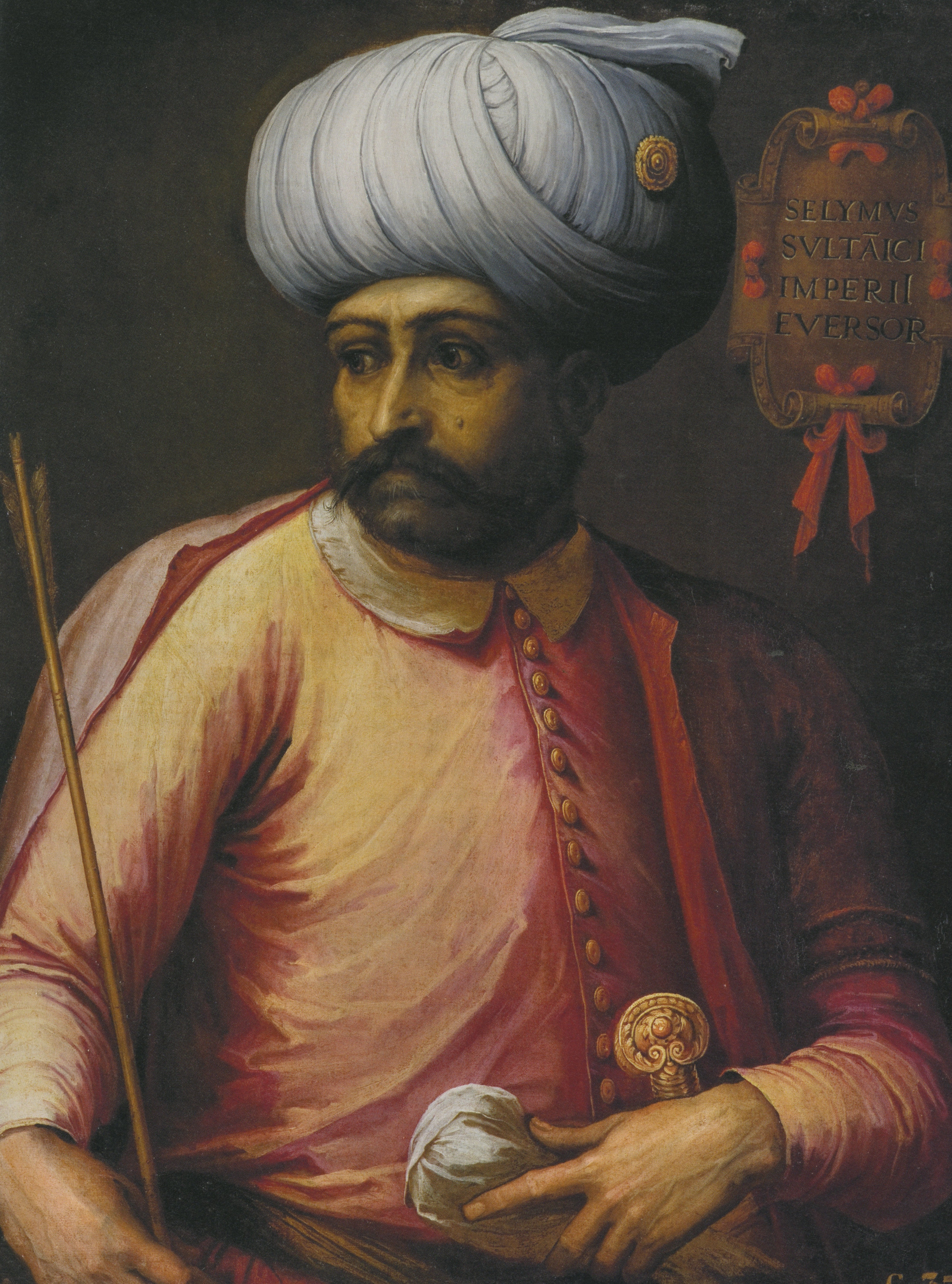
Selim I, imatge d'un pintor europeu desconegut
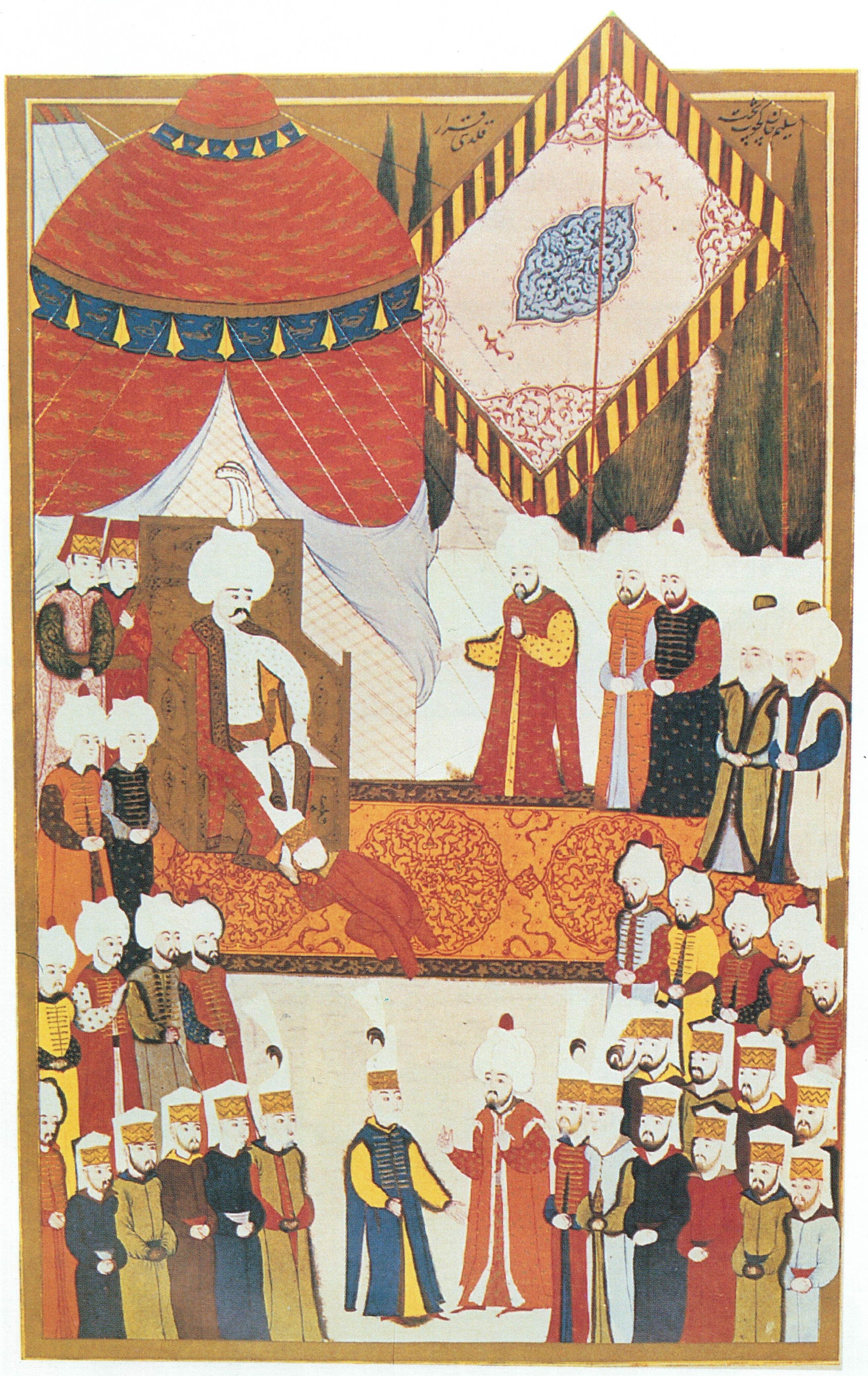
Miniatura de Selim I del segle XVI
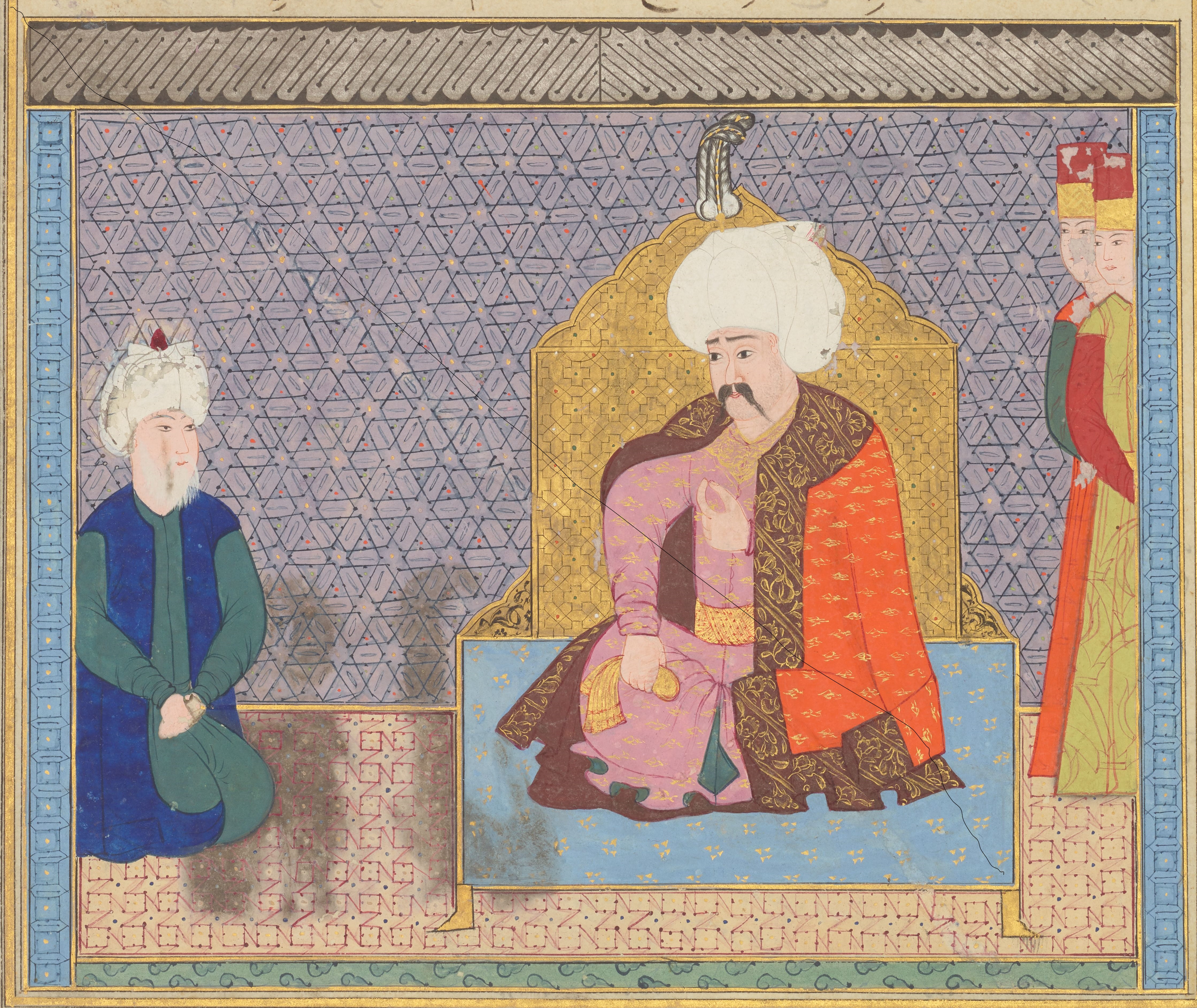
Selim I i Piri Mehmed Pasha
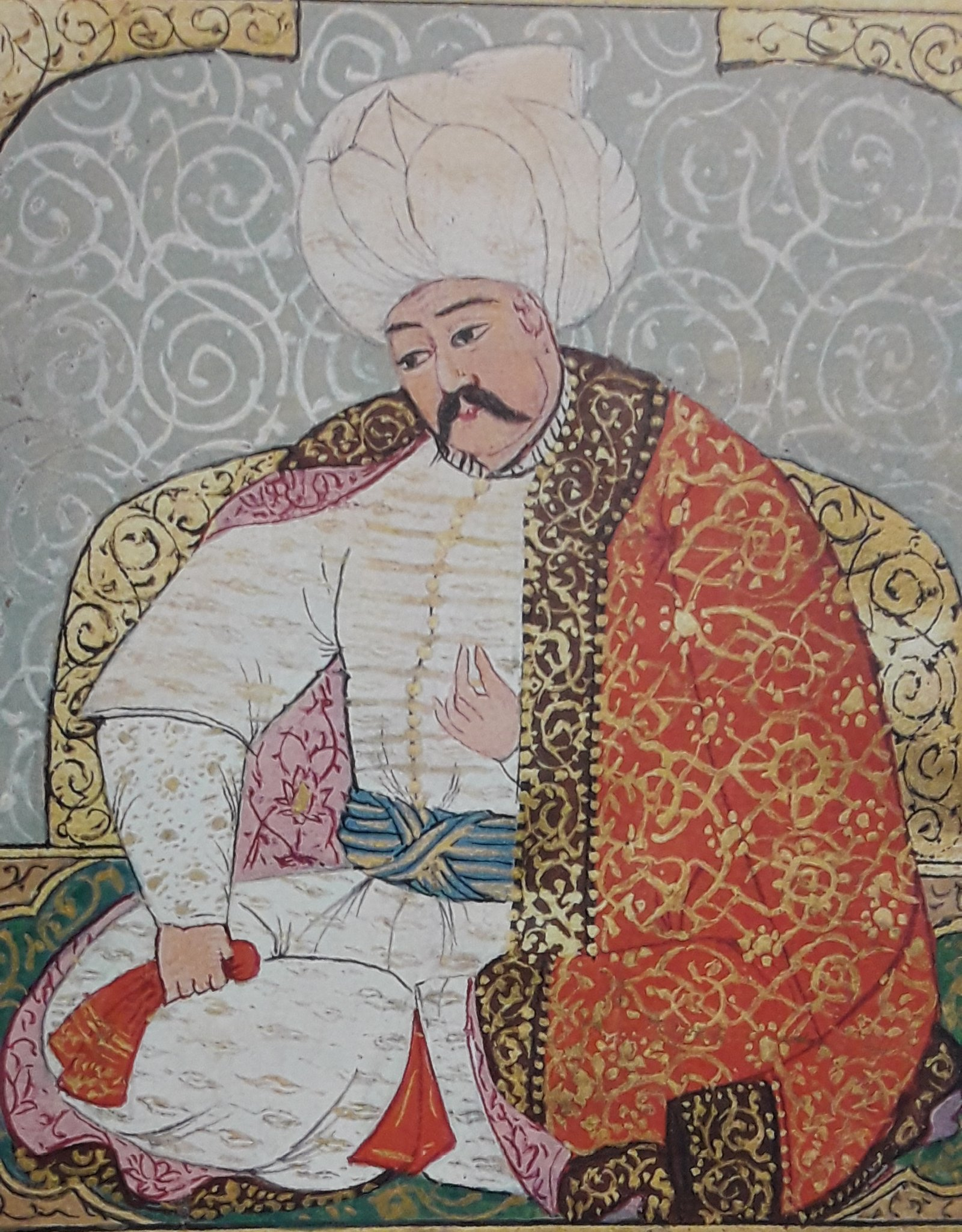
Selim I dibuixat per Aşık Çelebi

## Llegat
- Yavuz (vaixell de perforació) va ser batejat amb el nom de Selim I
- Un tercer pont sobre el Bòsfor a Istanbul s'anomena pont Yavuz Sultan Selim.

## Cultura popular
- Selim I apareix com un personatge important al videojoc d'acció i aventura Assassin's Creed: Revelations[4]
- Selim I és interpretat per Muharrem Gulmez a la sèrie històrica de televisió turca Magnificent Century[5]
- Selim I és retratat com un antagonista important per Mahmoud Nasr a la sèrie conjunta saudita-emiratí Kingdoms of Fire